# دیو فولی
دیو فولی (انگلیسی: Dave Foley؛ زادهٔ ۴ ژانویهٔ ۱۹۶۳) یک هنرپیشه اهل کانادا است. وی از سال ۱۹۸۶ میلادی تاکنون مشغول فعالیت بوده‌است.
از فیلم‌ها یا برنامه‌های تلویزیونی که وی در آن نقش داشته‌است می‌توان به زندگی یک حشره، دیک، انفجاری از گذشته، مکیدن خون‌آشام، مانکیبون، هکس، دختر رئیس من، پستی و کارمند ماه اشاره کرد.